# Kroktjärnarna, Dalarna
Kroktjärnarna är en sjö i Vansbro kommun i Dalarna och ingår i Dalälvens huvudavrinningsområde.